# Großenlüder
Großenlüder – miejscowość i gmina w Niemczech, w kraju związkowym Hesja, w rejencji Kassel, w powiecie Fulda.

## Współpraca
Miejscowości partnerskie:
- Stadtlengsfeld, Turyngia
- Windischgarsten, Austria